# Municipio de Salisbury (Ohio)
El municipio de Salisbury (en inglés: Salisbury Township) es un municipio ubicado en el condado de Meigs en el estado estadounidense de Ohio. En el año 2010 tenía una población de 6356 habitantes y una densidad poblacional de 71,74 personas por km².

## Geografía
El municipio de Salisbury se encuentra ubicado en las coordenadas 39°4′21″N 82°2′43″O / 39.07250, -82.04528. Según la Oficina del Censo de los Estados Unidos, el municipio tiene una superficie total de 88.6 km², de la cual 87,95 km² corresponden a tierra firme y (0,73 %) 0,65 km² es agua.

## Demografía
Según el censo de 2010, había 6356 personas residiendo en el municipio de Salisbury. La densidad de población era de 71,74 hab./km². De los 6356 habitantes, el municipio de Salisbury estaba compuesto por el 95,36 % blancos, el 2,34 % eran afroamericanos, el 0,35 % eran amerindios, el 0,14 % eran asiáticos, el 0,09 % eran de otras razas y el 1,71 % eran de una mezcla de razas. Del total de la población el 0,52 % eran hispanos o latinos de cualquier raza.